# Salangane des Palau
Aerodramus pelewensis
Espèce
Statut de conservation UICN

 LC  : Préoccupation mineure
La Salangane des Palau, (Aerodramus pelewensis, anciennement Collocalia pelewensis) est une espèce d'oiseaux de la famille des Apodidae.

## Répartition
Cette espèce est endémique des îles Palaos.

## Référence
- Mayr, 1935 : Birds collected during the Whitney South Sea Expedition. 30, Descriptions of twenty-five new species and subspecies. American Museum novitates, n. 820, p. 1-6 (texte original).